# قایق توپ‌دار کلاس کستور
قایق توپ‌دار کلاس کستور (به انگلیسی: Castore-class gunboat) یک کلاس از قایق‌های توپ‌دار است که طول آن ۱۱۵ فوت (۳۵٫۱ متر) می‌باشد.